# Byńgi
Byńgi (ros. Быньги) – wieś (sieło) w Rosji, w obwodzie swierdłowskim, w rejonie niewjańskim. W 2010 liczyła 2277 mieszkańców.